# Colobothea nigromaculata
Colobothea nigromaculata là một loài bọ cánh cứng trong họ Cerambycidae.